# ميخائيل بورنس
ميخائيل بورنس (بالإنجليزية: Michael Burns)‏ (14 سبتمبر 1988 في المملكة المتحدة - ) هو لاعب كرة قدم بريطاني في مركز الوسط. شارك مع منتخب إنجلترا لكرة القدم. أما مع النوادي، فقد لعب مع نادي كارلايل يونايتد ونادي كوناهس كواي ونيوبورت كونتي وستافورد رينجرز وVauxhall Motors F.C. ‏ ونادي جيزيلي ‏.

## وصلات خارجية
- ميخائيل بورنس على موقع قاعدة بيانات كرة القدم.إي يو (الإنجليزية)
- ميخائيل بورنس على موقع Soccerbase.com (لاعب) (الإنجليزية)